# Leon Zamecznik
Leon Kazimierz Zamecznik (ur. 20 lutego 1887, zm. 25 lutego 1970) – major administracji Wojska Polskiego, starosta w II Rzeczypospolitej, działacz społeczny.

## Życiorys
Urodził się 20 lutego 1887 jako syn Kazimierza. Podczas I wojny światowej służył w I Korpusie Polskim w Rosji gen. Józefa Dowbor-Muśnickiego i działał w Polskiej Organizacji Wojskowej.
Po odzyskaniu przez Polskę niepodległości został przyjęty do Wojska Polskiego. Został awansowany do stopnia kapitana korpusu administracyjnego ze starszeństwem z 1 czerwca 1919 i w 1923 pracował w Dziale Kontroli Gospodarczej Władz i Zakładów Centralnych jako oficer w tymczasowym stanie na etacie przejściowym. Został awansowany do stopnia majora w korpusie oficerów kontroli administracji ze starszeństwem z 1 lipca 1923. W 1924 był oficerem Wydziału Kontroli Budżetu i Kredytu w Wojskowej Kontroli Generalnej. Został członkiem kierownictwa utworzonej 28/29 grudnia 1924 spółdzielni „Wojskowe Zjednoczenie Spożywcze, Spółdzielnia z ograniczoną odpowiedzialnością w Warszawie”, powstałej w wyniku połączenia Centralnej Spółdzielni Wojskowej Spożywczej i Wojskowej Spółdzielni Spożywczej O. K. I, a działającej przy ulicy Nalewki w Warszawie. W 1928 jako oficer działu kontroli administracji w korpusie oficerów administracyjnych służył w Biurze Kontroli. W 1934 jako major administracji przeniesiony w stan spoczynku pozostawał w ewidencji Powiatowej Komendy Uzupełnień Kraśnik.
Wstąpił do służby państwowej. Pełnił stanowisko starosty powiatu janowskiego od końca lat 20. do 1932. W tym czasie został prezesem i członkiem honorowym powołanej w kwietniu 1929 Ochotniczej Straży Pożarnej w Zofiance Górnej. Następnie od połowy 1932 do 1937 pełnił funkcję starosty powiatu zamojskiego. W tym czasie w 1934 przyczynił się do reaktywacji oddziału Polskiego Towarzystwa Krajoznawczego w Zamościu. Został opiekunem i zwierzchnikiem Szkoły Przemysłowej im. Tadeusza Kościuszki w Zamościu. Był prezesem oddziału rady powiatowej w Zamościu i członkiem zarządu okręgu Lubelskiego Okręgu Wojewódzkiego Związku Straży Pożarnych R. P.. 27 lutego 1937 objął urząd starosty powiatu lwowskiego. Stanowisko pełnił nadal w 1939.
Był w grupie osób, wobec których w 1947 Delegatura Komisji Specjalnej w Łodzi skierowana akt oskarżenia do Sądu Okręgowego w Łodzi.

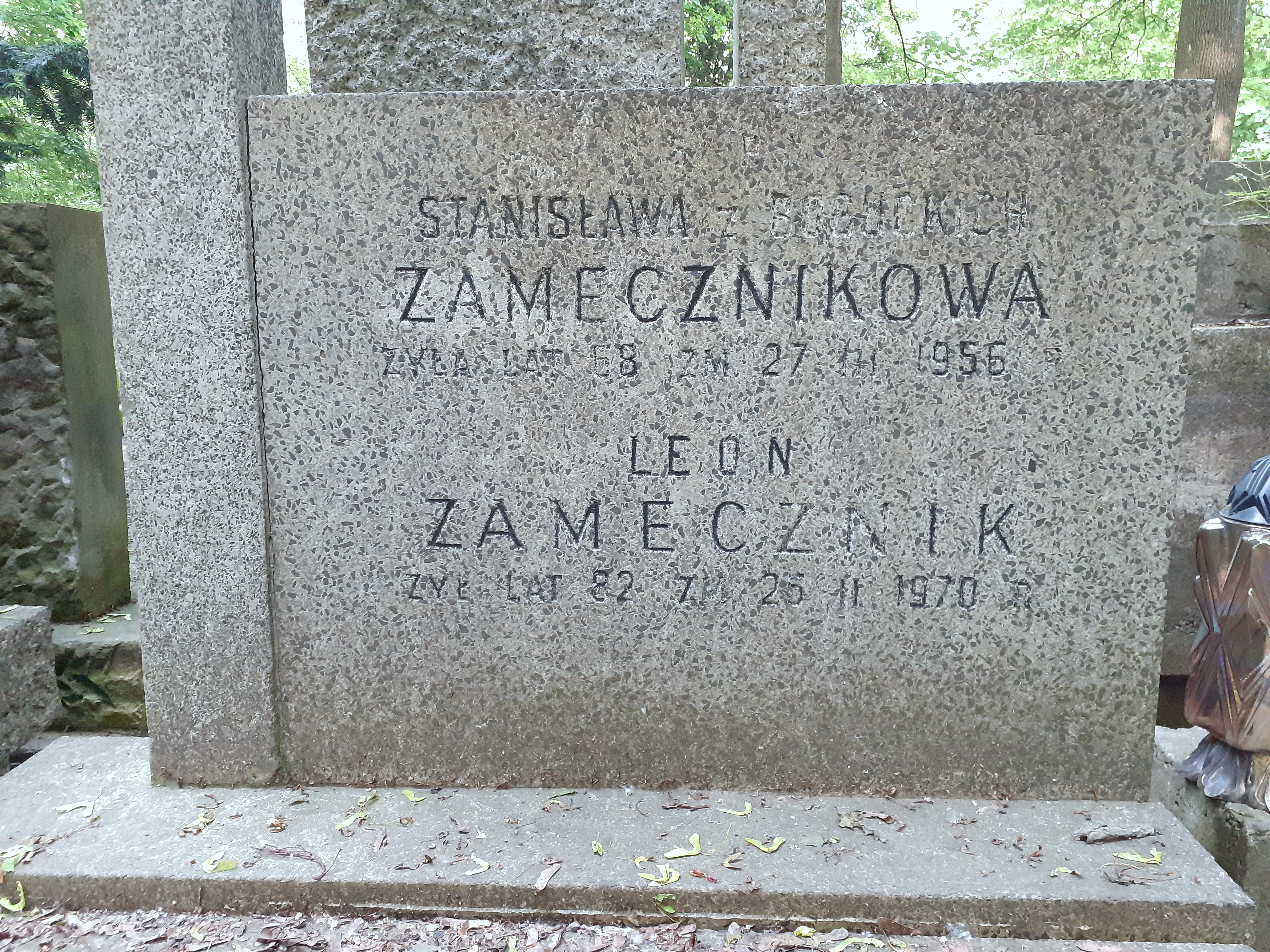
Grobowiec Leona i Stanisławy Zameczników

Zmarł 25 lutego 1970. Został pochowany na Cmentarzu Powązkowskim w Warszawie (kwatera 311-4-16).
Jego pierwszą żoną była Joanna z Siudów (zm. 29 sierpnia 1918 w wieku 27 lat, pochowana w grobowcu rodziny Leona Zamecznika, gdzie spoczęli także Julian Zamecznik zm. w 1951 w wieku 57 lat oraz Feliksa Zamecznik zm. 1964 w wieku 67 lat), z którą miał dwóch synów bliźniaków, Henryka i Jerzego. Henryk służył w AK a Jerzy, po przegranej kampanii Francuskiej (gdzie wstąpił do Kawalerii Sikorskiego), w Lotnictwie Brytyjskim w Dywizjonie 307. Jego drugą żoną była Stanisława z domu Bogucka, z którą miał syna Władysława Ludwika (1921–1986, żołnierz Polskich Sił Zbrojnych na Zachodzie, kawaler Orderu Virtuti Militari).

## Ordery i odznaczenia
- Złoty Krzyż Zasługi (10 listopada 1933)[24]
- Medal Międzyaliancki